# Coil (groupe)
Pour les articles homonymes, voir Coil.
Coil est un groupe britannique de musique industrielle et expérimentale, originaire d'Angleterre, actif entre 1982 et 2004. Il a pratiqué différentes formes de musique (électronique et autre) comme la musique industrielle, bruitiste, l'ambient, le néofolk, ou encore le minimalisme.
Le groupe est formé par John Balance (se faisant aussi appeler Jhonn Balance) et Peter Christopherson (Sleazy), après avoir tous deux quitté le groupe industriel Psychic TV. Au fil des albums, le groupe a pu compter sur la contribution de David Tibet, Stephen Thrower, Rose McDowall, Drew McDowell, Danny Hyde, William Breeze, Thighpaulsandra et Simon Norris. Cliff Stapelton et Mike York ont aussi participé à la tournée live du début des années 2000.

## Histoire
La première réalisation de Coil est le single How to Destroy Angels qui a été décrit comme « une musique rituelle pour l'accumulation de l'énergie sexuelle masculine », et a été produit dans un ensemble de conditions technologiques, spirituelles et météorologiques que le groupe a qualifié de quasiment magique[réf. nécessaire].
La reprise de Tainted Love de Soft Cell serait entre autres le premier disque dont les recettes sont entièrement reversées à l'association britannique de lutte contre le SIDA Terrence Higgins Trust.
Coil a aussi l'intéressante habitude de séparer son travail en de nombreux projets alternatifs (side-projects), en publiant de la musique sous différents noms, en changeant toujours de style. Quelques-uns de leurs projets sont Elph, Zos Kia, The Eskaton, Black Light District, Time Machines, et un de leurs membres le plus récent, Thighpaulsandra (ex-Spiritualized), compose aussi en solo. Ils contribuent à la musique de deux films de Derek Jarman, Blue et The Angelic Conversation, et à une version alternative de la bande originale de Hellraiser.
Enfin, ils effectuent un certain nombre de remixes, entre autres pour Nine Inch Nails, dont la célèbre musique de générique de Seven, Closer (Precursor).
John Balance décède le 13 novembre 2004 à 42 ans, ce qui met fin à la carrière du groupe.
Peter « Sleazy » Christopherson décède le 25 novembre 2010 à 55 ans dans sa maison de Bangkok.

## Style musical
Industrielle, bruitiste, la musique de Coil est sans cesse changeante, au point qu'il est parfois difficile de reconnaître le groupe d'un album à l'autre.
Avant-gardiste dans nombre de domaines, la musique de Coil est issue de nombreuses techniques et sources d'inspiration peu traditionnelles : la transcommunication instrumentale (EVP ou TCI)[réf. nécessaire], le cut-up, l'usage de drogues, le rêve lucide, son sidéral, la synthèse granulaire, les « inversions de marée », des méthodes de clairvoyance à la manière de John Dee, le glitch (usage délibéré de défauts sonores), « synchronisation SETI » (synchronisation de leur studio avec le projet SETI), la théorie du chaos, etc.
On note aussi l'usage intensif d'instruments traditionnels ou archaïques : des synthétiseurs obsolètes, des synthétiseurs expérimentaux photo-électriques, un Thérémine, un synthétiseur Moog, du shakuhachi électronique.

## Discographie

### Albums studio
- 1984 : Scatology
- 1986 : Horse Rotorvator
- 1987 : Gold is the Metal
- 1991 : Love's Secret Domain
- 1992 : Stolen and Contaminated Songs
- 2000 : Astral Disaster
- 2000 : Musick to Play in the Dark Vol. 1
- 2000 : Queens of the Circulating Library
- 2000 : Musick to Play in the Dark Vol. 2
- 2000 : Constant Shallowness Leads to Evil
- 2002 : The Remote Viewer
- 2003 : ANS
- 2004 : Black Antlers
- 2005 : The Ape of Naples
- 2008 : The New Backwards

### EP
- 1984 : How to Destroy Angels
- 1987 : The Unreleased Themes For Hellraiser
- 1998 : Spring Equinox: Moon's Milk or Under an Unquiet Skull
- 1998 : Summer Solstice: Bee Stings
- 1998 : Autumnal Equinox: Amethyst Deceivers
- 1998 : Winter Solstice: North

### Singles
- 1985 : Panic / Tainted Love
- 1986 : The Anal Staircase
- 1987 : The Wheel
- 1990 : The Wheal / Keelhauer
- 1990 : Wrong Eye / Scope
- 1990 : Windowpane
- 1991 : The Snow
- 1993 : Is Suicide a Solution?
- 1993 : Themes for Derek Jarman's Blue

### Compilations et rééditions
- 1990 : Unnatural History
- 1992 : How to Destroy Angels (Remixes et Réenregistrements)
- 1995 : Unnatural History II
- 1995 : Windowpane / The Snow
- 1997 : Unnatural History III
- 2001 : A Guide to Beginners: a Silver Voice
- 2001 : A Guide to Finishers: a Golden Hair
- 2001 : Moon's Milk (in Four Phases)
- 2002 : The Golden Hare with a Voice of Silver

### En concert
- 2001 : Live in New York City
- 2002 : Live in Moscow
- 2003 : Live Four
- 2003 : Live Three
- 2003 : Live Two
- 2003 : Live One
- 2003 : Megalithomania!
- 2004 : Selvaggina Go Back into the Woods
- 2005 : And The Ambulance Died In His Arms

### Autres
- 1994 : The Angelic Conversation
- 2003 : The Restitution of Decayed Intelligence
- 2004 : Ans Box
- 2015 : Backwards
- 2019 : Swanyard (Compilation titres inédits enregistrés entre 1993 & 1996)

### Sous des noms alternatifs
- Black Light District :  A Thousand Lights in a Darkened Room (1996)
- 1993 : Time Machines
- Time Machines : Time Machines (1998)